# Acraea castanea
Acraea castanea är en fjärilsart som beskrevs av Eltringham 1912. Acraea castanea ingår i släktet Acraea och familjen praktfjärilar. Inga underarter finns listade i Catalogue of Life.